# 오자키정
오자키정(尾崎町)은 오사카부 센난군에 설치되었던 정이다. 현재의 한난시에 해당한다.